# 天蛇
天蛇是澳洲一種已滅絕的巨蛇科。
天蛇是一種大型的頂級掠食者，自中新世已開始出沒。它們被分類到巨蛇科之中。
天蛇的屬名是來自阿納姆地（Arnhem Land）的彩虹蛇；種小名則是以發現它們化石的地層來命名。天蛇可以長達6米及厚30厘米，比較像巨蜥。約翰·斯坎倫（John Scanlon）認為天蛇就是巨蜥演化為蛇的證據。天蛇的化石包括了很少有的完整頭顱骨及顎骨，且都是在昆士蘭西北部里弗斯利（Riversleigh）發現。